# Who Gets to Call It Art?
Who Gets to Call It Art? è un documentario del 2006 diretto da Peter Rosen e basato sul movimento pittorico della Pop Art.